# Manningaburg
De Manningaburg, omringd door een gracht, ligt midden in de plaats Pewsum gemeente Krummhörn, in Oost-Friesland, Duitsland. Deze burg was eigendom van de Oost-Friese familie Manning, deze waren ook de heren van Lütetsburg, Jennelt en Westeel. In 1565 verkocht de toenmalige eigenaar, Hoyko Manninga, het Laaglandkasteel en de bijbehorende molen in Pewsum aan de graaf Edzard II van Oost-Friesland en zijn vrouw Catherine van Zweden.
Edzard II en Catherine verbleven vaak op dit kasteel. In 1611 werd het de residentie van hun dochter, de gravin Sophia († Pewsum in 1630) en Mary, later hertogin van Brunswijk-Lüneburg-Dannenberg.
In de Dertigjarige Oorlog werd het kasteel door graaf Peter Ernst II von Mansfeld bewoond gevolgd door de veldmaarschalk Dodo von Knyphausen (1623), en later door de Hessische generaal von Eberstein (1644).
In 1859, kwam het kasteel in particuliere handen. Momenteel is alleen het onderste kasteel nog in tact, welke gebouwd is in 1458. Het poortgebouw met Nederlandse invloed dateert uit de tijd rond 1560. Het bovenste kasteel is in de 18e eeuw gesloopt.
In 1954 kocht de „Heimatverein Krummhörn e. V.“ met de hulp van de Kreis Norden en de culturele instantie „Ostfriesische Landschaft“ uit Aurich het kasteel. Hierdoor is het kasteel gered van de ondergang en werd de restauratie van het gebouw in gang gezet. In 1980 nam de gemeente Krummhörn het kasteel over. Op dit moment zit in het kasteel een museum en de burgerlijke stand. Het museum is lid van het Museumsverbund Ostfriesland; het heeft zich toegelegd op de bouwgeschiedenis van de Oostfriese kerken en op die van de borgen in de provincie Groningen en in Oost-Friesland.

## Weblinks
- www.heimatverein-krummhoern.de/ Website over de Manningaburg en het museum